# Pont du Paradis
Le pont du Paradis (en italien : Ponte del Paradiso) sur le Rio del Mondo Novo est situé à Venise, dans le sestiere de Castello, dans le territoire de la paroisse de Santa Maria Formosa.

## Description
Le pont et la ruelle Calle del Paradiso, constituent une ruelle (calle) caractéristique de Venise, qui offre quelques exemples de l'architecture byzantine et gothique. On ne sait pas si le nom de “Paradis” est dû à une casada, car il n'apparaît pas qu'une famille de ce nom habitait ces lieux.
Il y avait aussi un peintre, Nicoletto Semitecolo, qui a vécu dans ces lieux. Il signait ses œuvres Nicolaus Paradisi.
Selon l'historien Dezan, avec plus de probabilité, le nom est dû à l'aspect festif avec lequel la calle était habillée lors des jours de fête, surtout le vendredi saint.
Le pont et la rue se distinguent, en particulier, pour l'arc gothique situé entre les deux maisons adjacentes à la passerelle. C'est une œuvre en marbre du XVe siècle représentant la Madonna, qui dans le passé était encadré sur les côtés les armoiries des familles Foscari et Mocenigo, qui n'y sont plus de nos jours.
Selon l'historien Giuseppe Tassini, une inscription à côté de l'arc offre les informations suivantes : MCCCCVII MOURIR ULT. DE ZUGNO, FO COMENZADO CES CAXE SOTO MISIER N'ANDREA ABBADO DE POMPOSA GASTOLDO PIER ZANE DE CONTERIS.

## Images

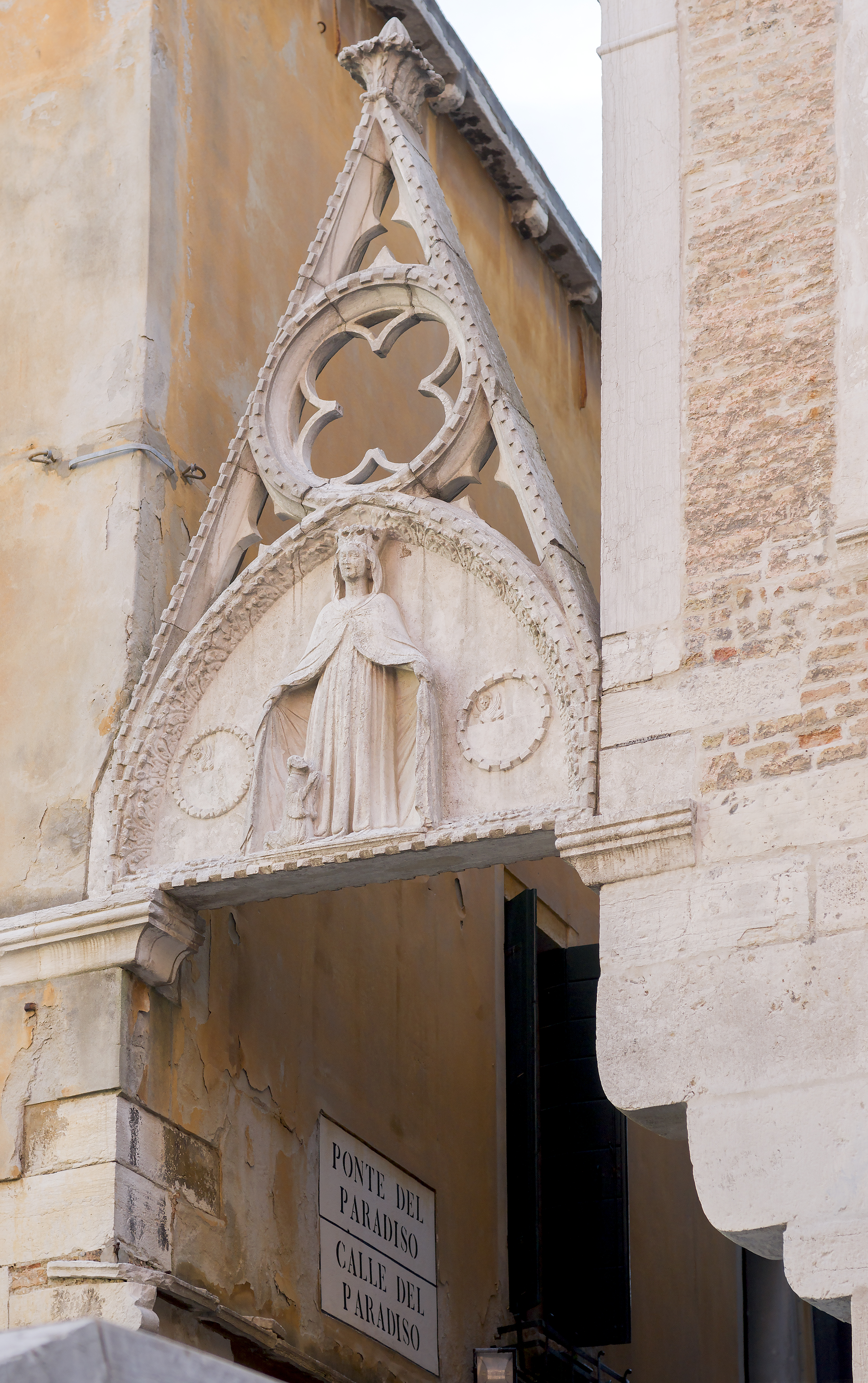
Arche gothique, à côté du Pont du Paradis
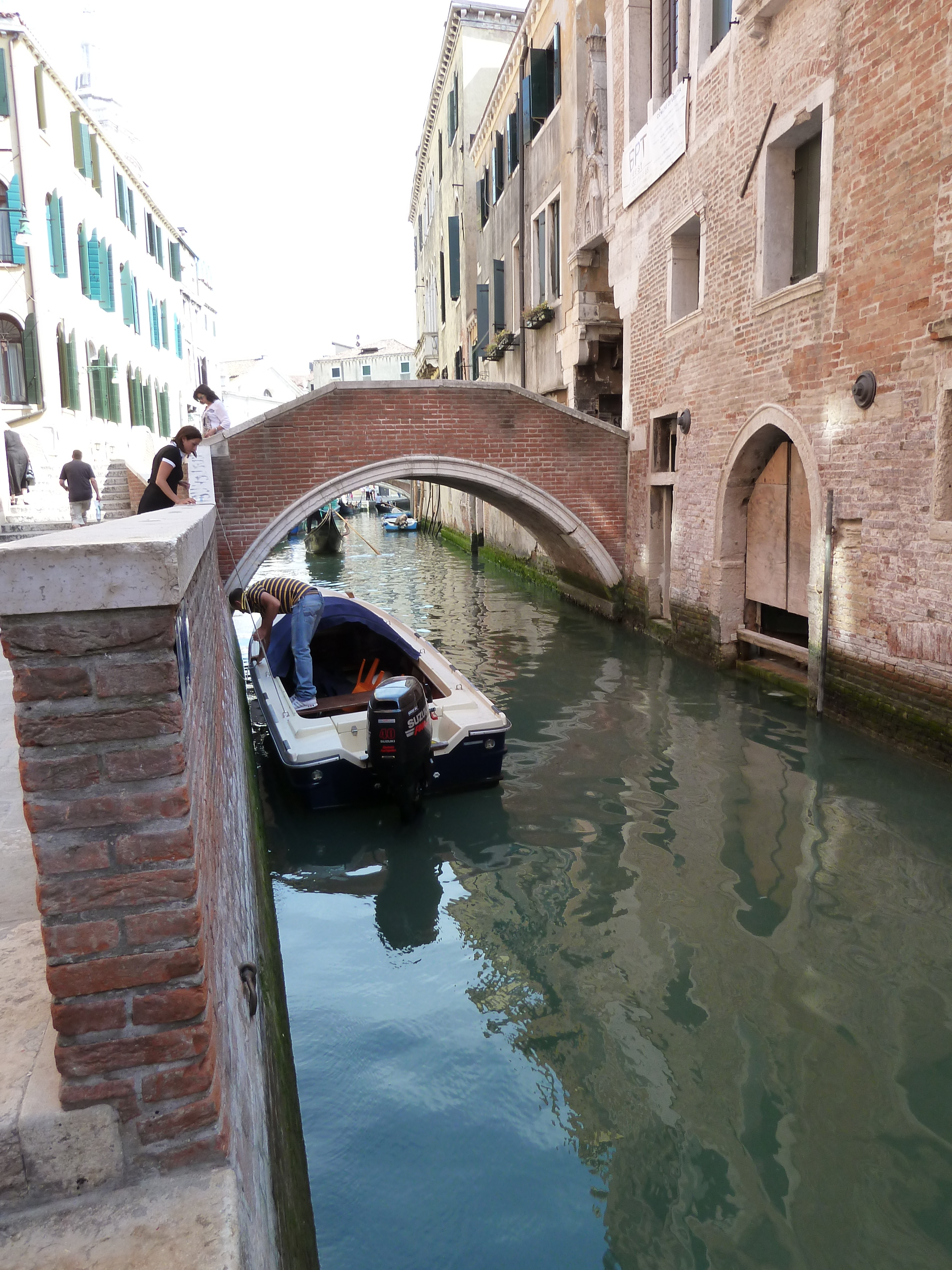
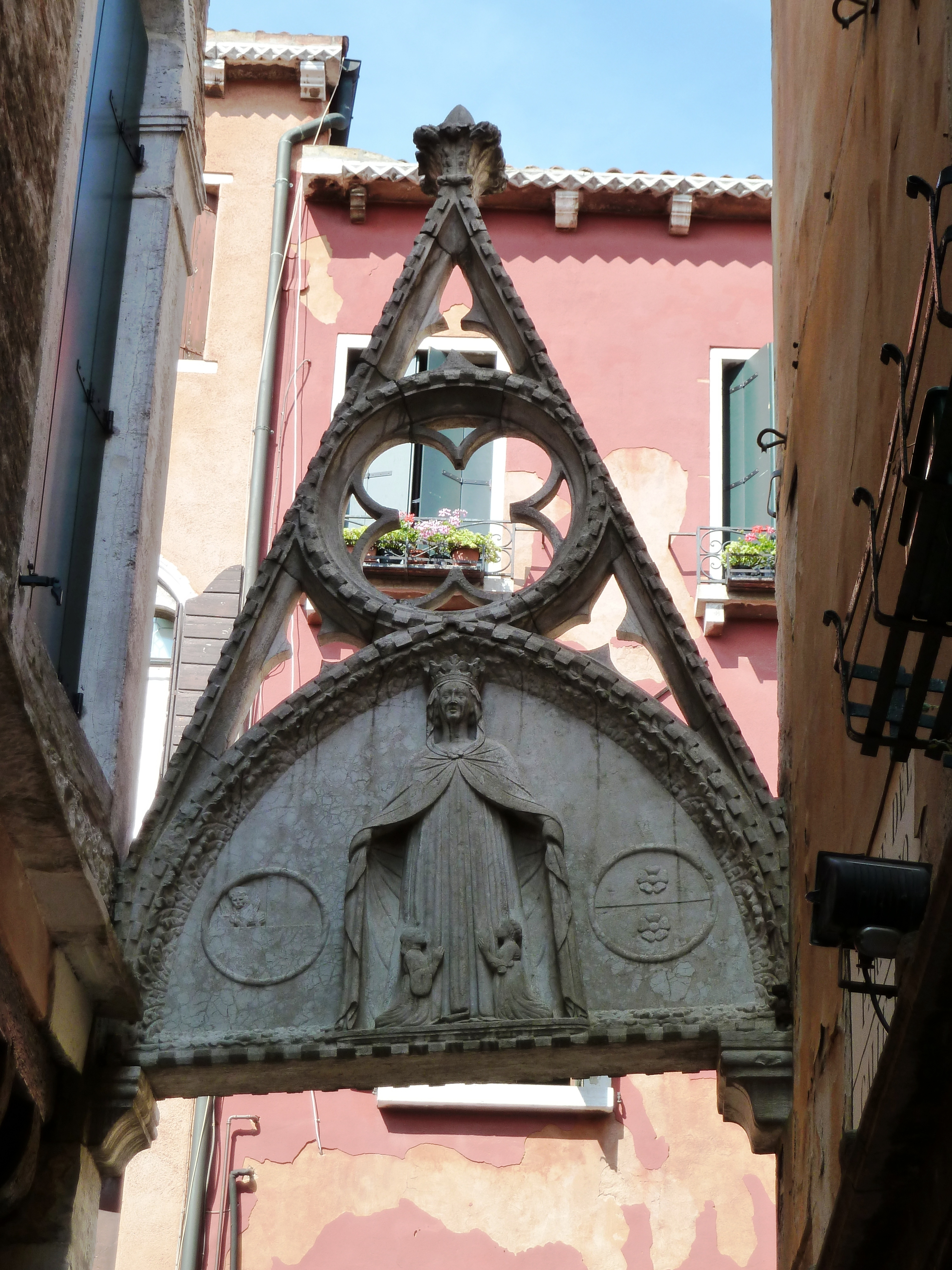